# Ulrich Nicolai
Ulrich Nicolai (* 8. August 1949 in Gießen) ist ein deutscher Dirigent und emeritierter Professor an der Hochschule für Musik und Theater München.
Ulrich Nicolai wurde als Sohn von Hans und Ellen Nicolai geboren. Nach dem Abitur 1968 studierte er zunächst Physik und Mathematik in Marburg und Gießen, dann Schulmusik, Dirigieren, Klavier und Komposition in Frankfurt am Main bei Karl Maria Zwißler und Jiří Stárek sowie in Salzburg bei Carl Melles und Herbert von Karajan; außerdem Musikwissenschaft in München. 1975 bestand er das Staatsexamen; 1977 erhielt er Diplome in Klavier und Dirigieren.
Er begann seine Dirigentenlaufbahn an der Oper in Frankfurt mit einem Volontariat bei Michael Gielen. Darauf schlossen sich Engagements an die Opernhäuser von München (Erster Kapellmeister am Staatstheater am Gärtnerplatz, Gastdirigent an der Bayerischen Staatsoper), Hannover, Wiesbaden, Wien (Volksoper) und St. Gallen an.
Neben dem klassischen Opern- und Konzertrepertoire sind Ur- und Erstaufführungen zeitgenössischer Musik ein wesentlicher Schwerpunkt seines Repertoires. So dirigierte er Uraufführungen u. a. von Dieter Acker, Harrison Birtwistle, Hans-Jürgen von Bose, Moritz Eggert, Wolfgang Rihm, und Jörg Widmann. 1994 wurde er als Professor an die Hochschule für Musik und Theater München berufen, wo er bis zu seiner Emeritierung 2017 das Hochschulorchester leitete und Dirigieren unterrichtete.
Von 1996 bis 2001 war er Vizepräsident und von 2005 bis 2017 Studiendekan der Münchner Musikhochschule. Weiteren Hochschulen und Universitäten war er als Gastprofessor verbunden, so dem College-Conservatory of Music Cincinnati, der Universität für Musik und darstellende Kunst Graz, dem Shanghai Conservatory of Music, der Musikakademie Wroclaw und der Musikakademie Katowice. 
2017 wurde Ulrich Nicolai zum 1. Vorsitzenden des Bayerischen Tonkünstlerverbands gewählt; von 2018 bis 2020 war er außerdem Präsidiumsmitglied des Bayerischen Musikrats sowie der Landesvereinigung Kulturelle Bildung Bayern.
Ulrich Nicolai ist der Urgroßneffe des Komponisten und Dirigenten Otto Nicolai. Er ist seit 1983 mit Edith geb. Johne verheiratet und hat drei Kinder: Beryl (1984), Carla (1986) und Moritz (1988). 